# Nerf mixte
Un nerf mixte ou nerf sensitivo-moteur est un nerf qui contient à la fois des fibres efférentes et afférentes.

## Anatomie
La plupart des nerfs sont des nerfs mixtes, c'est-à-dire qu'ils sont composés à la fois de fibres sensitives et de fibres motrices. Ils font partie du système nerveux périphérique.
Il existe deux types de nerfs : les nerfs rachidiens qui sont obligatoirement mixtes et les nerfs crâniens qui peuvent être  moteurs ou mixtes :
- les nerfs spinaux (ou rachidiens) vont émerger directement de la moelle épinière. Chaque nerf spinal est formé par la réunion de deux racines rachidiennes, l'une dorsale sensitive et l'autre ventrale motrice, par exemple le nerf sciatique fait partie des nerfs rachidiens ;
- les nerfs crâniens émergent principalement du tronc cérébral. Les axones moteurs transportent les informations du tronc cérébral vers la périphérie tandis que les axones sensitifs transportent les informations de la périphérie vers le tronc cérébral. Par exemple le nerf trijumeau qui fait partie des nerfs crâniens est à la fois sensitif pour la bouche, la face et la moitié inférieure du scalp et moteur pour les muscles masticateurs.

La plupart des nerfs sont mixtes. il en est ainsi pour tous les nerfs spinaux. Les nerfs crâniens concernés sont les nerfs: trijumeau (V), facial (VII), glossopharyngien (IX) et vague (X). Les autres nerfs crâniens sont moteurs ou sensitifs purs.
Il faut distinguer le nerf trijumeau des nerfs mixtes car il n'est en réalité pas un nerf mixte puisque ses fibres motrices ne cheminent pas avec les fibres sensitives.